# Відміна (фольклор)

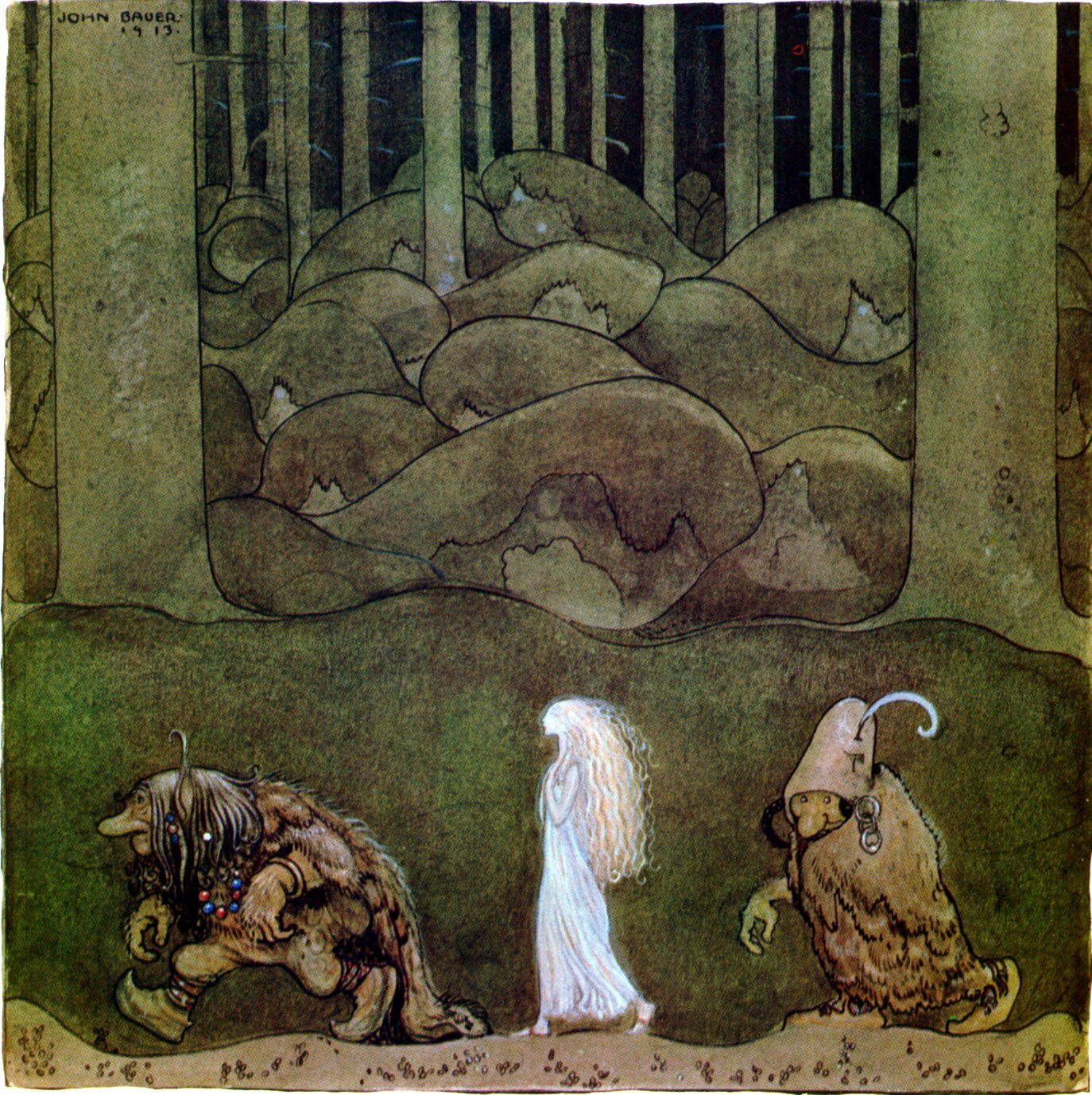
Двоє тролів забирають дівчинку.

Відмі́на або обмі́на — за повір'ям багатьох європейських народів чарівна істота, залишена нечистю замість викраденої дитини.
Існують також такі похідні назви: відмі́нник (одмі́нник, обмі́нник), відмі́нок (одмі́нок, обмі́нок), відмінча́ (одмінча́, обмінча́), відмінчу́к (одмінчу́к, обмінчу́к) тощо.

## Опис

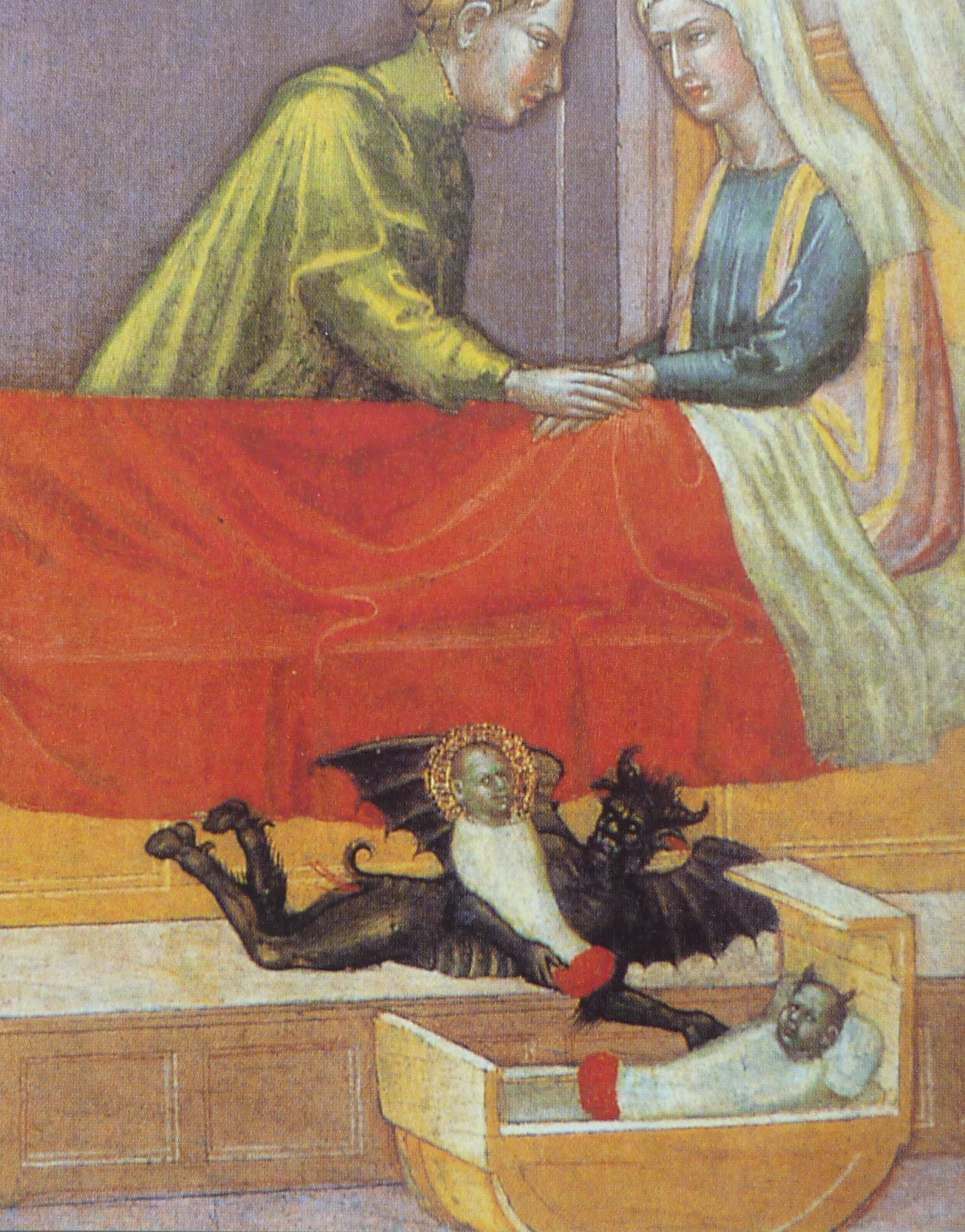
Диявол замінює дитину диявольським відмінником.

В середньовіччі існувало багато легенд про підкидьків, якими підмінювали дітей ельфи, тролі, гноми, полудниці, русалки, лісуни, мамуни, чорти тощо.
За повір'ям, інколи підкинуте відмінча нічим не відрізняється від вкраденої дитини, але мовчазне та нерухливе (нерідко насправді це предмет, що за допомогою чар набув схожості з викраденою дитиною — наприклад, поліно), або ж навпаки відрізняється від дитини — має рахітичну будову тіла (тонкі худі ніжки та руки, великі живіт та голову). На пальцях у відмінча кігті, нерідко така дитина навіть волохата та потворна обличчям. Відмінчата або не мають апетиту, або ж навпаки з часом тільки збільшуються, проте не гладшають.
Відмінника можна прогнати чи обміняти на власну дитину. Вважалось, що якщо відмінча покласти на поріг, на міст, на полі, на межі, біля печі чи на перехресті і бити березовим або ліщиновим прутом (чи палкою, якою до цього били жабу), тоді з'явиться та нечиста сила, яка зробила цю відміну, забере відмінча та віддасть вкрадену дитину. Але бити могли не всі люди: тільки власна мати викраденого, знахарка, позашлюбний син незамужньої дівчини або пастух.
Ще вважалось, що, аби відмінча викрило себе, його потрібно здивувати. Наприклад, в ірландському переказі про коваля і сидів у коваля, згідно з переказом, сиди вкрали сина, а залишили відміну. Один чарівник здогадався про це і навчив коваля, як змусити відмінника викрити себе: він порадив носити перед ним воду в яєчних шкарлупах і вдавати ніби йому дуже тяжко. Відмінча побачивши це вигукнув, що хоч він і живе вже 800 років на світі, але такого ще не бачив (нерідко відмінниками є старі ельфи чи тролі). Після цього батько за порадою чарівника кинув відмінника в запалену піч, і той утік через димар, а потім з Біблією, півнем та ножем коваль пішов до сид-кургану, як його навчив чарівник, і відібрав у духів свого сина.
Нерідко викрадали і молодих гарних дівчат. У міфології шетландських островів існують легенди про кунал троу («королівських тролів»), що уявлялись, як раса чоловіків, тому для розмноження вони викрадали жінок, а залишали замість них двійників.
В Україні колись вірили, що лісуни часто викрадають дітей, а особливо коли з ними погано поводяться (вважалось, що вигук: «щоб тебе чорти забрали!» може слугувати дозволом для нечистої сили). Проте лісуни, хоч і залишали замість дітей відміну, з поцупленими дітьми поводили себе добре, тому діти називали їх «дядечками лісовиками».
Поляки вважали, що, якщо з відмінчам добре поводитись, він, щоб віддячити своїм приймальникам, почне приносити золоті монети. У В'ятській губернії теж вірили, що, коли відмінник виростає, він починає приносити в дім достаток. Після того, як дитина поверталась у сім'ю від нечистої сили, вона тривалий час не могла говорити та вела себе неадекватно, проте згодом в ній проявлялись надзвичайні здібності. Отже відміна могла бути не завжди небажаною для людей.
Щоб дитину не викрала нечисть потрібно було дитину охрестити. На руку їй зав'язували червону нитку, на голову одягали червону шапку. Мати не відверталась вночі від дитини, не поверталась до неї спиною, батьки старались, щоб на дитину не потрапило місячне сяйво, окроплювали колиску святою водою, клали до неї рослини-обереги.
Вважається, що дані історії виникали так часто у давнину в багатьох різних народів через високу дитячу смертність. Таким чином батьки пояснювали собі смерть дитини або якесь дитяче захворювання, що призводило до фізичних чи психічних змін дитини.

## Відміна в популярній культурі
- «Відміна» — оповідання українського письменника Леся Мартовича.
- У шведської письменниці Сельми Лагерлеф є казка, що так і називається «Підкидьок». В ній стара тролиця поцупила людське дитя, а залишила своє. Мати викраденої дитини не дозволила своєму чоловікові ображати дитинча троля. А коли її син повернувся через декілька років, то розповів, що стара тролиця в подяку за це не ображала його.[11]
- Фільм 2008 року «Підміна» з Анджеліною Джолі в головній ролі. У героїні фільму зникає син, а коли його знаходять, вона впевнена, що це не він. «Ситуація підміни» розгортається в реальному світі. Фільм оснований на реальних подіях.
- В телесеріалі «Надприродне» в 2 серії 3 сезону з'являються відмінчата (діти фейрі), що харчуються синовіальною рідиною своїх прийманих батьків.
- Дівчина-відмінча на ім'я Джейн — головна героїня роману «Донька залізного дракона» Майкла Свонвіка.
- У фільмі «Глибинне зло» головна героїня Сара О'Нілл (Сеана Керслайк) разом із сином Крістофером переїжджає в одне з ірландських селищ. Там Крістофера викладає нечиста сила та залишає замість нього відміну. Головна героїня помічає, що це не її син, та згодом знаходить його у підземеллі.